# Çayqışlaq
Çayqışlaq là một làng đô thị thuộc İsnov ở vùng Quba Rayon của Azerbaijan.